# Чуново (Братислава)

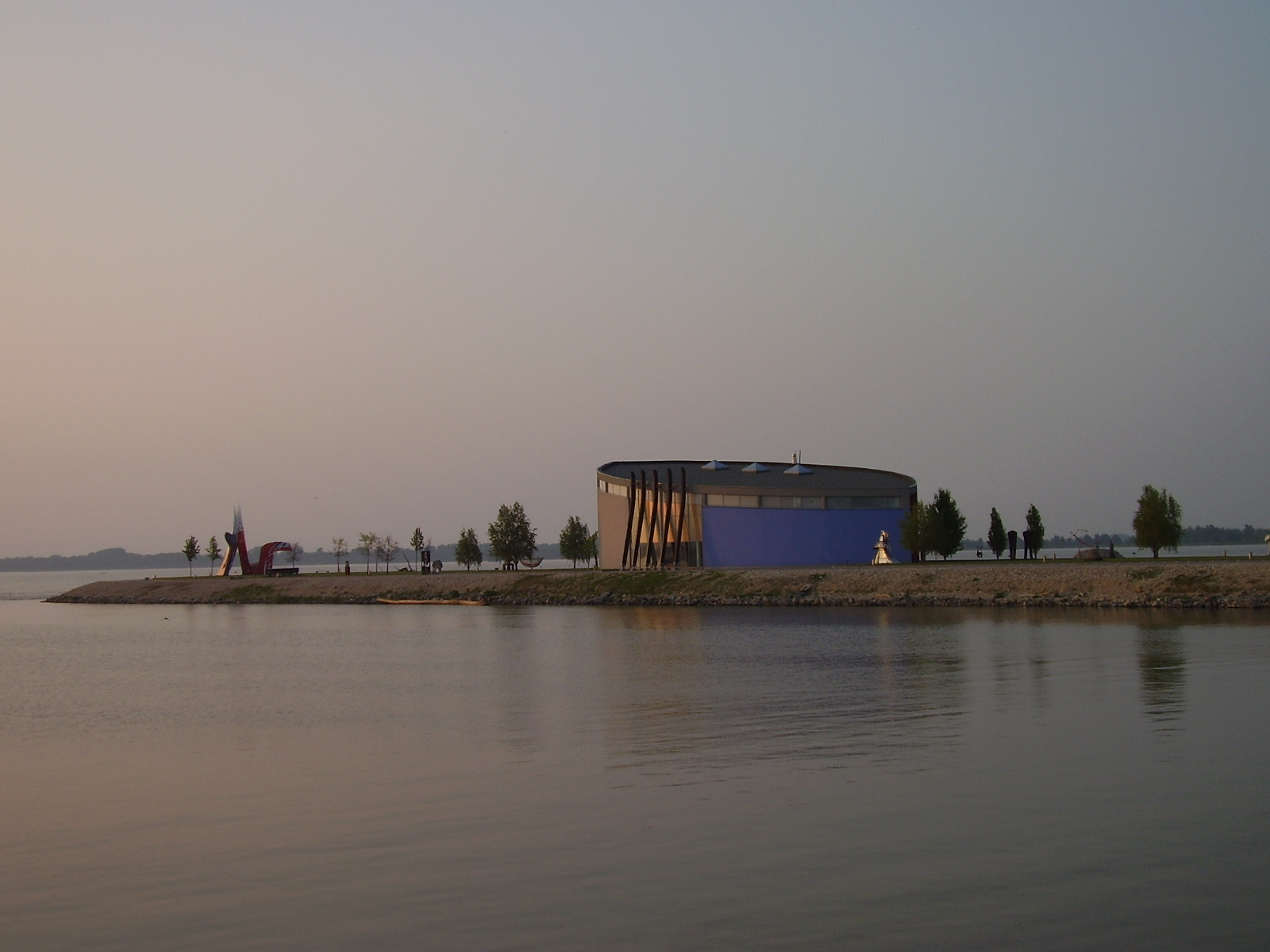
Данубіана, художній музей Херарда Меленстена

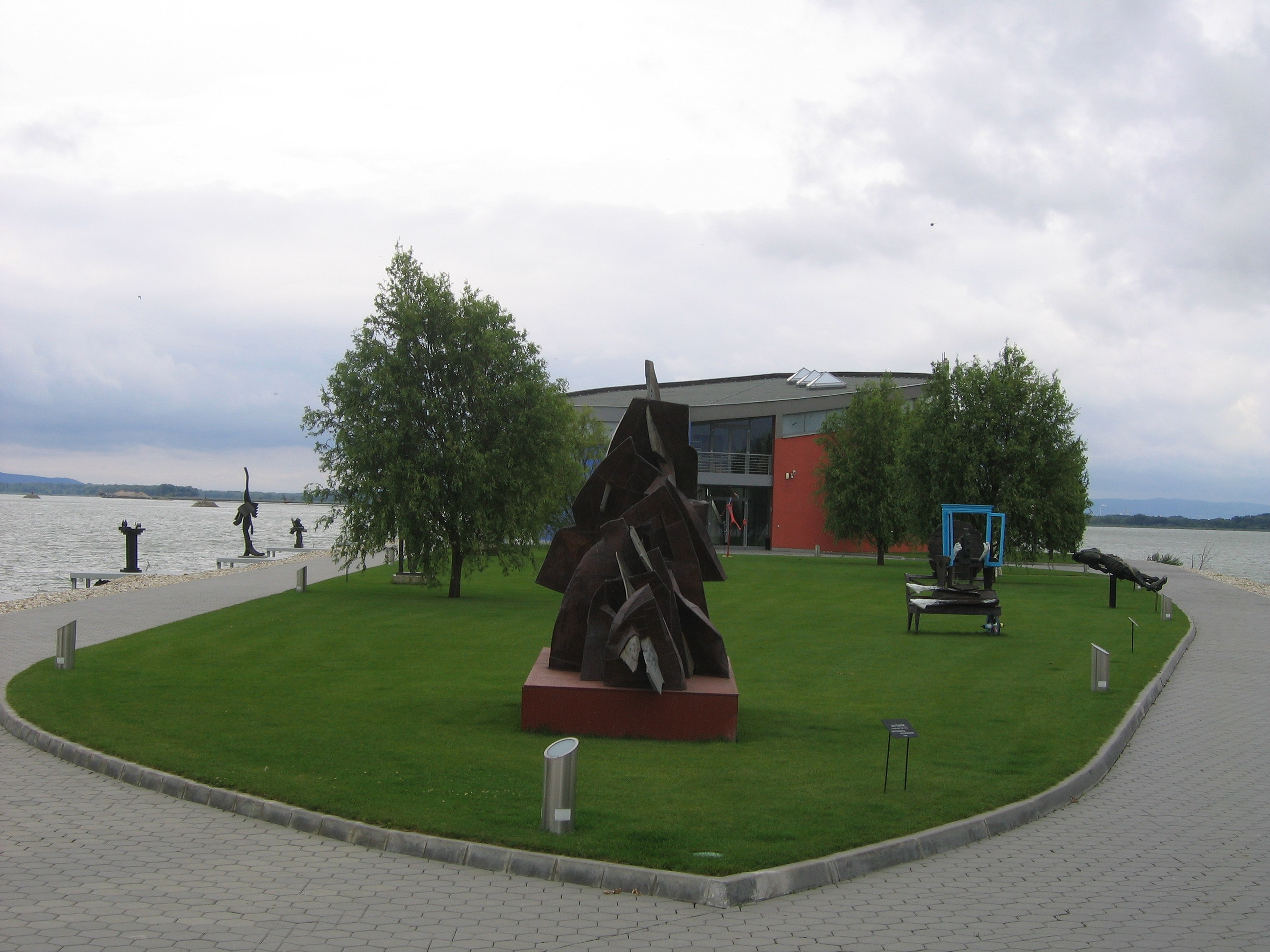
Данубіана, художній музей Херарда Меленстена

Братислава – міський район Чуново (інші назви: Братислава-Чуново (Bratislava-Čunovo), міський район Чуново (Mestská časť Čunovo), Чуново (Čunovo); угорськ. Дуначун/Dunacsún, нім. Зандорф/Sandorf) — район Братислави, відноситься до округу Братіслава V, найпівденніший район міста Братислава. Безпосередньо межує з Угорщиною та Австрією. Розташований недалеко від Дунайської велосипедної траси і гідротехнічної споруди "Габчиково".
До Чехословаччини приєднаний 15 жовтня 1947 року разом з районами Русовце і Яровце за рішенням Паризької мирної конференції. Приєднання цих територій дозволило розпочати будівництво братиславського порту на Дунаї. У той час Чуново населяли переважно хорвати, деяка частина місцевого населення району досі говорить хорватською і зберігає національні традиції і фольклор.
На краю півострова, посеред могутньої течії Дунаю, 9 вересня 2000 року відкрито один з наймолодших європейських музеїв сучасного мистецтва "Данубіана".

## Демографія
На кінець 2014 року в районі Чуново проживало 1 248 жителів.

### Етнічний склад
Всього: 1 010 жителів
- словаки: 778 (77,03%)
- хорвати: 124 (12,28 %)
- угорці: 66 (6,53%)
- національність не визначена: 16 (1,58 %)
- чехи: 13 (1,29 %)
- німці: 9 (0,89 %)
- інші національності: 4 (0.39%)

### Поділ за мовами
Всього: 1 010 жителів
- словацька: 753 (74,55 %)
- хорватська: 113 (11,19 %)
- угорська: 78 (7,72 %)
- німецька: 27 (2,67 %)
- мовна належність не визначена: 23 (2,28 %)
- чеська: 12 (1,19 %)
- інші мови: 4 (0.39%)

### Релігійна приналежність
Всього: 1 010 жителів
- римсько-католицька церква: 783 (77,52 %)
- без конкретного віросповідання: 150 (14,85 %)
- релігійна належність не визначена: 35 (3,47 %)
- євангелічна церква аугсбургського сповідання: 20 (1,98 %)
- інші релігії: 17 (1,68%)
- реформатська християнська церква: 5 (0,50 %)

## Пам'ятники
- Церква Святого Михайла Архангела 18 століття.
- Особняк з зерносховищем. Побудований в 18 столітті, 1765 - 1770 роки.
- Статуя святого Флоріана на Граничарській (Hraničiarskej) вулиці в ніші однородинного будинку.
- Статуя Діви Марії на перехресті, біля зупинки громадського транспорту.
- Статуя святого Івана (святого Яна Непомуцького) на Сохоровій (Sochorovej) вулиці.
- Меморіал британським льотчикам, відкритий в 2004 році з нагоди 60-ї річниці обстрілу літака британських ВПС.[10] Розташований на території Дунайської дамби.

## Географія
Протікає Русовський канал.